# 山田健
山田 健（やまだ たけし、1955年 - ）は、日本のコピーライター、作家。サントリーホールディングス株式会社社員（サスティナビリティ経営推進本部シニアアドバイザー）である。日本ペンクラブ会員。

## 来歴
1978年東京大学独文科卒、コピーライターとしてサントリーへ入社。ウイスキー、ワイン、音楽等の広告を手がけるかたわらで、1986年より「サントリー世界のワインカタログ」の編集長を兼任。世界中の醸造元めぐりをしつつ、年間2,000種類以上のワインを飲みまくる。
サントリーのグループ会社サン・アドに出向。これまでに取材した醸造元は数百におよび、関係者以外には語られないことを聞き出す深さ、テースティングしたワインの記憶力のよさ、原稿を書き上げる天才的な速さは、右にでるものがないほどと評される。
現在はワイン・ウイスキー、音楽、環境などの広告コピーを制作。
幼少の頃よりアルコール中毒の祖父と父に鍛えられたため、酒暦は優に40年を越える。主食はアルコールとのこと 。

## 「天然水の森」活動
2001年、天然水を使用しているサントリーの工場の水源地で、水質源涵養のために森林を整備する「天然水の森」計画を立案。環境広告「水と生きる」のクリエイティブ・ディレクターを経て、現在同社環境活動部部長シニアスペシャリストとして、「天然水の森」活動を推進している。

## 著書
- 今日からちょっとワイン通（草思社）
- 2000円前後で買える名人のワイン（草思社）
- 現代ワインの挑戦者たち（新潮社）
- 東京・自然農園物語（草思社）